# Louisa Tounsia
Louisa Tounsia (Louisa la Tunisienne), de son vrai nom Louisa Saâdoun, née en 1905 à Tunis et morte en 1966, est une chanteuse tunisienne du XXe siècle.
Elle jouit d'une très grande popularité avant, durant et après la Seconde Guerre mondiale.

## Biographie
D'origine juive, connue par l'état civil sous le nom de Louisa Saâdoun, elle chante régulièrement à Paris, avec l'orchestre du cabaret La Casbah en 1947, et au Maroc où elle obtient un grand succès.
Elle se produit au cabaret El Djazair et au cabaret oriental Tam-Tam qui est à cette époque dirigė par le père de la chanteuse algérienne Warda al-Jazairia. Le Tam-Tam est un lieu de divertissement parisien situé rue Saint-Séverin, dans le Quartier latin, qui accueille régulièrement de nombreuses vedettes de la chanson arabe et orientale, comme Safia Chamia ou Farid El Atrache. Elle réalise des duos avec Cheikh El Afrit, notamment dans la chanson Achbik ghodbana. Elle travaille également avec les artistes Youssef Hagège et Messaoud Habib.
Très prolifique, elle enregistre au moins 32 chansons en arabe et en français, comme Chérie, combien je t'aime qui a été reprise plus tard par Reinette l'Oranaise, sous le titre de Elli yachek hram, mais également par Lili Boniche. Parmi les autres chansons très connues de son répertoire, Ala Bab Darek (À la porte de ta maison), chanson issue du patrimoine musical des Kerkennah, enregistrée pour la première fois en 1945 et qui a été reprise en 2012 par Emel Mathlouthi, et El Warda (La Rose), remportent également un vif succès. Elle enregistre des chansons francarabes dans le genre de celles dont Lili Labassi a lancé la vogue dès les années 1930.
C'est elle qui fait enregistrer pour la première fois Lamouni elli gharou meni (« Les envieux m'ont fait des reproches » en français) de Hédi Jouini chez Gramophone (K 4919) en 1945. Elle a également produit des vinyles avec Polyphon et Pacific.
Nabiha Karaouli a fait une reprise de son titre Choftek marra. Le label discographique Dounia (à l'origine détenu par Élie Touitou alias El Kahlaoui Tounsi) a longtemps géré les droits d'auteur de l'artiste avant de les céder au producteur Michel Lévy qui a réédité plusieurs titres pour son album Les trésors du catalogue de musique orientale. Le label tunisien Phonie a récemment réédité ses œuvres musicales.
Louisa Saâdoun épouse un joueur de oud, Jacques Khraïef, dit Zaki.
Elle meurt en 1966.

## Discographie
- Aachega
- Aadebtini Hram Aleik
- Aal Karkare Hramou
- Aami El Qahweji
- Al Bab  Darek
- Alalhouli
- Alech Aachertini
- Ana Shaki Be Mawajei
- Bini w Binek Rabbi
- Bil Hayek
- El Aalam Yedhak
- El Ain Tenhab
- Elforga Morra
- El Warda
- El Youm Qalbi Henani
- Enta Aala Dinek
- Esh Bik Ghadbana
- Ettayara
- Ettoumoubile
- Fi Ahlami
- Hab I'chet
- Lamouni ligharou meni
- Ilaab Ilaab
- Khali Bouchalghoum[2]
- Khoudo Al Donia Welli Fiha
- Mardh El Hawa
- Men Waqt Elli Retak
- Motlahifa We Zine Zad Aliha
- Nassek Dhalmouni
- Rooyen El Khil
- Souji
- Taalilat Al Aaroussa
- Tah tel yassmina fellil
- Talou Layem Aalaya
- Trig Twila
- Ya Aami Ediwani
- Ya Tir El Olwiya
- Ya Nachedni
- Ya Bent El Nas
- Yetfi Nari